# Belgiens Grand Prix 1965
Belgiens Grand Prix 1965 var det tredje av tio lopp ingående i formel 1-VM 1965. 

## Resultat
1. Jim Clark, Lotus-Climax, 9 poäng
2. Jackie Stewart, BRM, 6
3. Bruce McLaren, Cooper-Climax, 4
4. Jack Brabham, Brabham-Climax, 3
5. Graham Hill, BRM, 2
6. Richie Ginther, Honda, 1
7. Mike Spence, Lotus-Climax
8. Jo Siffert, R R C Walker (Brabham-BRM)
9. Lorenzo Bandini, Ferrari
10. Dan Gurney, Brabham-Climax
11. Jochen Rindt, Cooper-Climax
12. Lucien Bianchi, Scuderia Centro Sud (BRM)
13. Innes Ireland, Reg Parnell (Lotus-BRM)
14. Richard Attwood, Reg Parnell (Lotus-BRM) (varv 26, olycka)

### Förare som bröt loppet
- Masten Gregory, Scuderia Centro Sud (BRM) (varv 12, bränslepump)
- Joakim Bonnier, R R C Walker (Brabham-Climax) (9, tändning)
- Ronnie Bucknum, Honda (9, växellåda)
- John Surtees, Ferrari (5, motor)
- Frank Gardner, John Willment Automobiles (Brabham-BRM) (3, tändning)

### Förare som ej startade
- Bob Anderson, DW Racing Enterprises (Brabham-Climax) (drog sig tillbaka)
- Willy Mairesse, Scuderia Centro Sud (BRM)

## VM-ställning
| Förarmästerskapet 1. Jim Clark, Lotus-Climax, 18 2. Graham Hill, BRM, 15 3. Jackie Stewart, BRM, 11 | Konstruktörsmästerskapet 1. BRM, 19 2. Lotus-Climax, 18 3. Ferrari, 12 |